# Кастель-ди-Сангро (футбольный клуб)
«Кастель-ди-Сангро» — итальянский футбольный клуб из города Кастель-ди-Сангро в провинции Л’Акуила (регион Абруццо). В настоящее время команда выступает в лиге Эччеленца Молизе.
Расцвет клуба пришелся на 1996 год, когда он вышел в Серию B — выдающееся достижение для команды из городка с населением всего 5 500 жителей. Более того, им удалось закрепиться в этом дивизионе на ещё один сезон.
История их первого года в Серии B описана в книге Джо Макгиннисса «Чудо Кастель-ди-Сангро».
Команда играла на стадионе «Стадио Теофило Патини» (вместимость — 7 220 зрителей) в Кастель-ди-Сангро. Клубные цвета — красный и жёлтый.

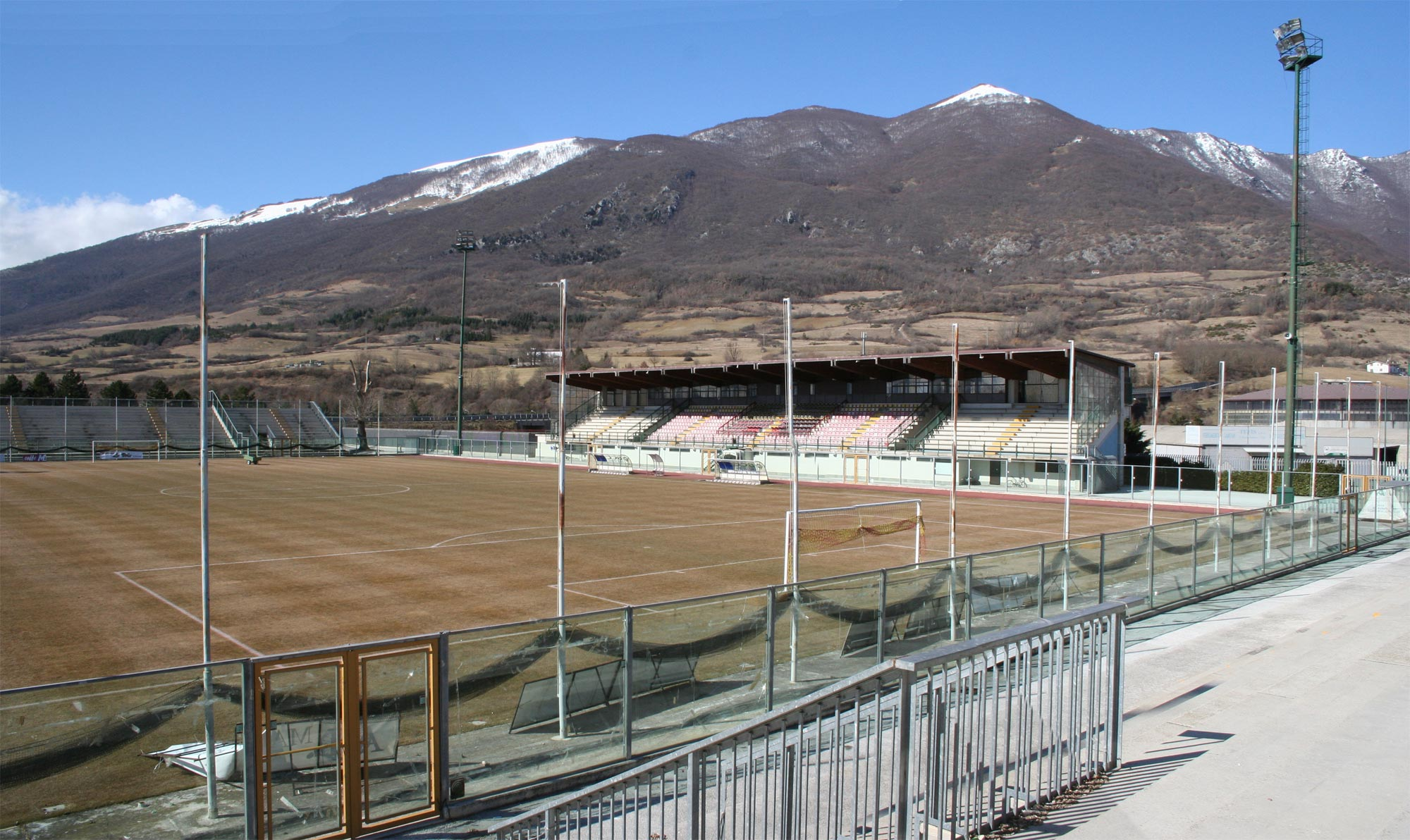
Стадион «Теофило Патини», домашняя арена футбольного клуба «Кастель-ди-Сангро»

## История

### Начало пути
Деревня Кастель-ди-Сангро сильно пострадала во время Второй мировой войны. После её окончания местный священник дон Арбете организовал футбольную команду, чтобы помочь сплотить общину. Из-за нехватки материалов игроки использовали самодельный мяч из носков, перевязанных бечёвкой. В своей первой же игре против команды из соседнего городка они одержали победу, что сразу задало высокую планку ожиданий.
Официальный клуб был основан в 1953 году, присоединившись к низшей лиге Италии — Терца Категория (третий дивизион).
Продвижение в Секонда Категория заняло у команды 30 лет — это случилось лишь в 1983 году. Однако переход в более высокую лигу требовал денег на взносы, зарплаты игрокам и лучшее снаряжение, а у клуба их не было. Спасение пришло в лице Пьетро Реццы — уроженца Апулии, женившегося на представительнице одной из самых богатых семей городка. Управление клубом он доверил своему зятю, Габриэле Гравине.
Уже через два года команда вышла в Прима Категория. На этом этапе стало ясно, что оставаться конкурентоспособными, полагаясь только на местных игроков, невозможно. Хотя клуб ещё не стал профессиональным, Гравина начал «приглашать» футболистов из других городов, устраивая их на местные работы, чтобы они могли выступать за команду.
Благодаря этой стратегии клуб быстро поднимался вверх и к 1989 году достиг профессионального уровня Серии C2.

### 1993—1996: Чудо Кастель-ди-Сангро
На этом этапе путь к успеху стал сложнее — команда с трудом удерживалась в Серии C2. В середине сезона 1993/94 клуб был на грани вылета. Тогда Гравина пригласил тренера Освальдо Якони, который совершил первое маленькое чудо, выведя команду на 7-е место. В следующем сезоне он снова удивил всех, подняв её в Серию C1.
C2 — это полупрофессиональный уровень, где играют команды из маленьких городков, а C1 — это уже полноценный профессиональный дивизион.
Для Кастель-ди-Сангро — крошечного городка в глубинке Абруццо — сам факт выхода в C1 казался невероятным. Удержаться там было бы уже достижением, но Якони превзошёл все ожидания: в дебютном сезоне команда заняла 2-е место, получив право на стыковые матчи за выход в Серию B.
В первом раунде плей-офф соперником стал «Гуальдо». После гостевого поражения 0:1 дома казалось, что матч закончится нулевой ничьей (и вылетом по сумме двух встреч). Но за 15 секунд до конца Якони сделал абсурдную замену, выпустив защитника, который до этого провёл всего 7 игр за сезон. И тот забил на 7-й секунде после выхода! Таким образом, «Кастель-ди-Сангро» вышел в следующий раунд, заняв более высокое место в турнирной таблице, чем «Гуальдо», занявший пятое место.
Второй матч плей-офф был одиночным матчем против «Асколи», которому они дважды проиграли в течение сезона. Основное и добавочное время не выявили победителя (0:0), и судьбу выхода решила серия пенальти. За минуту до конца овертайма Якони снова удивил всех, выпустив вратаря Пьетро Спинозу, не игравшего ни минуты в том сезоне. В серии пенальти оба клуба били без промахов — до 8-го удара, когда Спиноза совершил невозможный сейв, принёсший команде победу и выход в Серию B.

### Дебют в Серии B: сезон 1996/97
После выхода в Серию B клуб был вынужден модернизировать «Стадио Теофило Патини», чтобы соответствовать требованиям лиги. Из-за затянувшегося ремонта первые домашние матчи пришлось проводить в соседнем Кьети. Когда стадион наконец открылся в декабре, снежная зима и плохое состояние газона привели к отмене первой же игры.
В том же месяце случилась трагедия: в автокатастрофе погибли два игрока команды — Данило Ди Винченцо и Пиппо Бионди. А в начале 1997 года полузащитник Джиджи Прете был арестован по подозрению в контрабанде наркотиков (позже оправдан после 22 недель заключения).
Команде нужны были усиления, и представители клуба вели переговоры с Джо Аддо — капитаном сборной Ганы, игравшим за «Франкфурта» из немецкой Оберлиги Гессен.. Однако Якони отказался подписывать контракт с Джо Аддо, и футболист уехал в «Спарту» Роттердам.
Затем Гравина объявил о подписании Роберта Понника — якобы нигерийского игрока «Лестер Сити» из английской Премьер-лиги. Пресса собралась на его дебют в товарищеском матче, но всё обернулось позором: Понник не понимал правил, подрался с партнёром, а после матча выяснилось, что он — актёр, а его «команда» — театральная труппа. Гравина организовал этот фарс для пиара, но получил лишь волну критики.
Несмотря на хаос, команде удалось избежать вылета. Вратарь Массимо Лотти выдал серию феноменальных матчей, а ключевые голы забили Клаудио Бономи и арендованный у «Интера» Джоната Спинези. Победа в предпоследнем туре 2:1 над «Пескарой» спасла клуб от вылета обратно в Серию С.
По словам автора книги «Чудо Кастель-ди-Сангро» Джо МакГиннисса, последний матч сезона был договорным. Игроки перед матчем обсуждали, что «Бари», которому нужна была победа, чтобы обеспечить себе выход в Серию А, разрешат забить три гола и выиграть, а «Кастель-ди-Сангро» разрешат забить один утешительный гол с пенальти. Один из игроков объяснил ему, что «Бари» попросил об одолжении, и даже если бы они этого не сделали, «Кастель-ди-Сангро» всё равно вряд ли бы выиграл из-за эмоциональных и физических затрат, связанных с борьбой за выживание. Однако, поскольку «этого требует система» (МакГиннесс утверждает, что несколько членов команды «Кастель-ди-Сангро» сказали ему, что в итальянском футболе принято заранее договариваться о результатах матчей в конце сезона, важных для одной из команд), команда не могла отказаться. «Бари» выиграл матч со счётом 3:1, «Кастель-ди-Сангро» забил гол с пенальти.

### Падение: сезон 1997-98 и последующие годы
Второй сезон в Серии B оказался провальным. Команда потеряла многих ключевых игроков, а Освальдо Якони был уволен в середине сезона. В итоге клуб покинул лигу, отправившись в Серию C1.
В первый год после возвращения в Серию C1, в 1999 году команда неожиданно ярко выступила в Кубке Италии:
- Обыграла клубы Серии A — «Перуджу» и «Салернитану».
- Вылетела лишь в четвертьфинале, уступив «Интернационале».

К 2005 году клуб обанкротился из-за долгов и прекратил существование. Однако вскоре на его месте возник новый проект — «Про Кастель-ди-Сангро», продолживший футбольную историю городка.

### Борьба за возвращение: 2005—2008 годы
В своем дебютном сезоне в Промоционе (6-й дивизион Италии) «Про Кастель-ди-Сангро» до последнего боролся за повышение в классе. Команда набрала 73 очка, но этого не хватило — до зоны повышения осталось 3 очка, и путь в Эччеленцу закрыл «Канстро» (76 очков).
Следующий сезон стал историческим — клуб досрочно гарантировал себе первое место, опередив ближайшего преследователя на 11 очков[10]. В составе блистали ветераны — бывшие игроки Серии B Клаудио Бономи и Мартино.
В сезоне 2007/08, вернувшись в Эччеленцу (5-й дивизион), команда заняла серединное положение в турнирной таблице. Любопытно, что в лиге выступали и другие бывшие профессионалы:
- «Кьети» (в итоге ставший чемпионом)
- «Аквила»

Летом 2008 года клуб сменил название на A.S.D. Castel di Sangro Calcio, сохранив связь с легендарным прошлым, но начав новую главу своей истории.